# Jimmie Rodgers (countryzanger)
James Charles (Jimmie) Rodgers (Meridian, 8 september 1897 – New York, 26 mei 1933) was de allereerste country-superster. Hij stond bekend als "The Singing Brakeman" en "The Blue Yodeler".

## Biografie
Rodgers groeide op in Meridian, en ging al op zeer jonge leeftijd aan het werk aan de spoorlijnen. Hij schopte het daar uiteindelijk tot remmer.

Toen hij tuberculose kreeg werd hij gedwongen de spoorwegen te verlaten, en hij nam allerlei baantjes aan, van politierechercheur tot optredens als straatmuzikant en in medicine shows. In 1927 reageerde hij op een advertentie van Ralph Peer van de Victor Talking Machine Company. Op 4 augustus 1927 nam Peer in een geïmproviseerde studio in Bristol (Tennessee) twee nummers van Rodgers op: de sentimentele ballade "The Soldier's Sweetheart", en het slaapliedje, "Sleep, Baby, Sleep". De plaat werd op 7 oktober door Victor uitgebracht en had onmiddellijk veel succes.
Rodgers schreef de meeste van zijn liedjes zelf. De teksten gingen vooral over zijn eigen ervaringen; het waren liefdesliedjes, liedjes over het zware leven en over de spoorwegen.
Ondanks het feit dat er in die periode veel rijzende sterren waren, onderscheidde Rodgers zich door zijn unieke stemgeluid. Hij had een enorm bereik, en een zeer krachtige stem. Zijn jodelkunsten waren ongeëvenaard, en zijn jodels waren erg complex en zaten ingenieus in elkaar. De begeleidende muziek op zijn liedjes werd altijd perfect op de inhoud afgestemd. Meestal speelde Rodgers ook zelf gitaar en vaak met Louis Armstrong.
Rodgers bracht twaalf liedjes uit met de titel "Blue Yodel" gevolgd door de nummers 1 tot en met 12. "Blue Yodel No. 1" is het meest bekend, met de tekst "T for Texas, T for Tennessee". Eigenlijk was Rodgers een blanke blueszanger, hij zong traditionele bluesteksten en begeleidde zichzelf met een bluesgitaar. Zijn jodels leken dan ook in niets op de Oostenrijkse of Zwitserse jodels, maar waren eigenlijk falsetto-bluesriffs die met de stem werden weergegeven.
Enkele bekende liedjes van Rodgers zijn "Waiting for a Train" (1929), "In the Jailhouse Now" (1928, 2e uitvoering 1930), "Jimmie the Kid" (1931), "Mule Skinner Blues" (1931), "Miss the Mississippi and You" (1932), "Looking for a New Mama" (1931), "Jimmie's Mean Mama Blues" (1931), en "Train Whistle Blues" (1930). Hij nam in totaal 113 liedjes op die tijdloos bleken te zijn. Zijn muzikale carrière duurde echter maar zes jaar, Rodgers stierf uiteindelijk aan de tuberculose in het Taft Hotel in New York. Hij werd slechts 35 jaar oud.
Rodgers maakte zijn laatste opnames in de week voordat hij stierf. Hij was al enkele jaren aan zijn bed gekluisterd door tuberculose, en moest ook tussen de opnames door steeds rusten.

## Eerbetoon
In het Highland Park in zijn geboorteplaats is een museum aan zijn werk en leven gewijd. Het park werd in 1979 toegevoegd aan het National Register of Historic Places.
Toen in 1961 de Country Music Hall of Fame werd opgericht, was Rodgers een van de eerste drie die daar werd geëerd. Hij werd ook vereeuwigd in de Songwriters Hall of Fame en in de Mississippi Musicians Hall of Fame, en zijn liedje "Blue Yodel No. 9" is nummer 23 in de "Rock and Roll Hall of Fame's 500 Songs that Shaped Rock and Roll". In 1970 werd hij opgenomen in de Nashville Songwriters Hall of Fame en in 1976 in America's Old Time Country Music Hall of Fame.